# Kintarō
Kintarō (jap. 金太郎; imię własne tłumaczone jako „Złoty Chłopiec”) – bohater japońskiego folkloru.

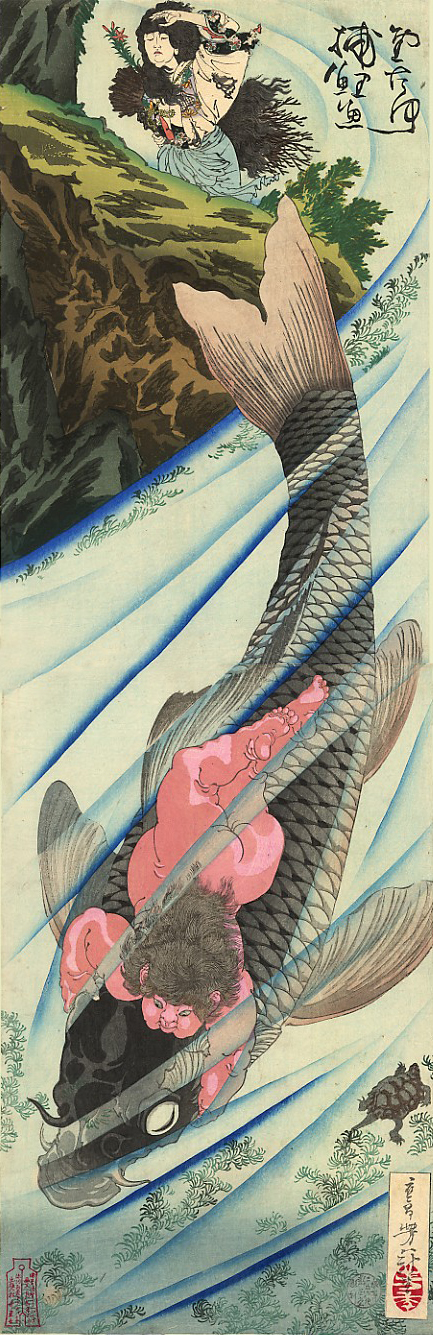
Kintarō walczący z wielkim karpiem; obraz autorstwa Yoshitoshi

Był dzieckiem o nadludzkiej sile, wychowywanym przez górskie wiedźmy na górze Ashigara. Zaprzyjaźnił się ze zwierzętami żyjącymi na górze, a później, po złapaniu Shuten-dōji, przywódcy diabłów oni, potwora pustoszącego okolicę góry Ōe, stał się wiernym poddanym Yorimitsu Minamoto (Minamoto no Yorimitsu lub Minamoto no Raikō), przyjmując imię Kintoki Sakata (jap. 坂田公时 Sakata Kintoki).
Jest popularnym bohaterem opowiadań mukashi-banashi lub otogi-banashi, przedstawień w teatrach nō i kabuki.
Praktykowanym zwyczajem w Japonii jest darowanie chłopcom na Dzień Dziecka lalki przedstawiającej Kintarō z nadzieją, iż staną się oni równie odważni i silni jak on.
Postać Kintarō jest podobno oparta na prawdziwej postaci człowieka o nazwisku Kintoki Sakata, który żył w okresie Heian i prawdopodobnie pochodził z miasta Minamiashigara. Służył on samurajowi Yorimitsu Minamoto i stał się znany ze swoich umiejętności jako wojownik.

## Legenda
Podobnie jak w przypadku innych, japońskich bajek i przypowieści, istnieje wiele wersji historii o dzieciństwie i życiu Kintarō. W jednej z nich, był wychowywany przez matkę, księżniczkę Yaegiri, córkę bogatego człowieka o imieniu Shiman-chōja, w miejscowości Jizodo, w pobliżu góry Kintoki.
Z kolei w innej wersji, jego matka urodziła go w dzisiejszej Sakacie. Była zmuszona do ucieczki z domu ze względu na walkę pomiędzy mężem a wujem i dlatego zamieszkała w lasach w pobliżu góry Kintoki, aby wychować syna.
W trzeciej wersji, prawdziwa matka Kintarō zostawiła dziecko w dziczy lub zmarła i osierociła go, a on sam został wychowany przez górskie wiedźmy Yama-uba (inna wersja mówi iż matka Kintarō, która wychowywała go w dziczy ze względu na swój mizerny wygląd, była nazywana Yama-uba). W najbardziej fantazyjnej wersji opowieści, Yama-uba była matką Kintarō, impregnowaną przez uderzenie pioruna wysyłanego przez czerwonego smoka z góry Ashigara.
Wszystkie legendy zgadzają się co do tego, że Kintarō jako małe dziecko był aktywny i niezmordowany, pulchny i rumiany, ubrany tylko w śliniaczek ze znakiem kanji oznaczającym "złoto" (金). Jego bronią był topór (ono lub masakari). Był apodyktyczny dla innych dzieci (lub po prostu nie było w lesie innych dzieci), więc jego przyjaciółmi były głównie zwierzęta z gór Kintoki i Ashigara. Czwórka najbliższych to: niedźwiedź, jeleń, małpa i zając. Jego przyjaciele-zwierzęta służyli mu jako posłańcy i szpiedzy, a niektóre legendy mówią, iż Kintarō opanował ich język. Był niesamowicie silny, rozbijał skały na kawałki, wyrywał drzewa z korzeniami i zgniatał pnie jak gałązki. Kilka opowieści mówi o przygodach Kintarō, jego walkach z potworami i demonami oraz pomocy, której udzielił lokalnemu drwalowi, na którego spadło drzewo.
Jako dorosły, Kintarō zmienił nazwisko na Kintoki Sakata (Sakata no Kintoki). Spotkał samuraja Yorimitsu Minamoto, gdy ten przechodził przez obszar wokół góry Kintoki. Yorimitsu był pod wrażeniem niezwykłej siły Kintarō i zabrał go jako jednego ze swoich osobistych strażników do Kioto. Kintoki studiował sztuki walki i ostatecznie stał się szefem specjalnej grupy "czterech odważnych" (shi-tennō), znanych ze swojej siły i umiejętności walki. Byli oni dumą armii Yorimitsu, wybrani osobiście przez niego spośród najlepszych. Już jako bohater, Kintarō sprowadził swoją matkę do stolicy, gdzie zbudował dla niej wygodny dom.

### Znaczenie słów
Słowo shi-tennō odnoszące się do bohaterskiej czwórki wojowników jest używane w legendzie jako przenośnia i znaczy: "czterech niebiańskich królów". W pierwotnym znaczeniu jest nazwą czterech buddyjskich bóstw (ang. Four Devas, Four Heavenly Kings).
Słowo masakari oznacza topór używany do walki na polu bitwy. Według niektórych wersji, matka podarowała go synowi, gdy miał osiem lat i potrafił już ścinać drzewa tak szybko, jak dorośli drwale. Byli to jedyni ludzie, z którymi mieli kontakt.
W imieniu Shiman-chōja druga część (chōja) w ówczesnym znaczeniu oznacza bogacza, przywódcę rodu, kogoś wpływowego.
Czerwony śliniak w kształcie rombu, noszony przez Kintarō to haragake. Jest to rodzaj fartucha lub osłony przedniej części ciała. Obecnie jest to także kamizelka ochronna, używana m.in. przez robotników.

## Kintarō w kulturze
Kintarō jest niezwykle popularną postacią w Japonii, a jego wizerunek zdobi wiele przedmiotów m.in. figurki z bajek, anime, mangi. W okresie Edo, pojawiły się cukierki o cylindrycznym kształcie, z twarzą Kintarō w środku. Japońską tradycją jest, aby udekorować pokój dla noworodka płci męskiej lalkami o wizerunku Kintarō na Dzień Dziecka (5 maja), wierząc, że dziecko wyrośnie na silne, jak Złoty Chłopiec.
Sanktuarium poświęcone bohaterowi leży u podnóża góry Kintoki w obszarze Hakone w pobliżu Tokio. W pobliżu znajduje się ogromny głaz, który miał być przecięty na pół przez złotego chłopca.
- Imię i pewne cechy głównego bohatera Gintamy, Sakaty Gintokiego, są luźno oparte na postaci Kintarō. Informacja ta została również potwierdzona w 98 odcinku anime i 10 tomie mangi.
- W anime Otogi Zoshi, Kintarō jest jednym z głównych bohaterów.
- Kintaros z serii tokusatsu Kamen Rider Den-O jest oparty na postaci Złotego chłopca.
- W grze Otogi 2 opracowanej przez From Software, Kintoki używa jako swej głównej broni dużego topora, znanego jako „Crimson Axe”.
- Kintarō pojawia się jako obca postać, która jeździ i dzierży małe (ale duże dla niego) siekierki w animowanym serialu telewizyjnym Urusei Yatsura.
- W anime i mandze Prince of Tennis, postać o imieniu Kintarō Toyama jest najmłodszym członkiem Szkoły Shitenhoji. Jest nazwany Kintarō i tak jak jego imiennik posiada nadludzką siłę.
- W serii One Piece, postać o imieniu Sentoumaru jest oparta na Kintarō (nosi te same ubrania i dzierży wielki topór). Jedna z jego technik nosi nazwę Ashigarraz (jap. 足空独行 Ashigara Dokkoi).
- W grze Power Instinct, Kintarō pojawia się jako Kintarō Kokuin. Używa do walki swych przyjaciół zwierząt, takich jak niedźwiedź i ryby koi, a także topora. Jest również w stanie przemienić się w psa superbohatera o nazwie „Poochy”.
- W grze Persona 4, Złoty Chłopiec jest postacią, ukrytą pod nazwą Kintoki Dōji (Douji).